# Пустомитівська сільська рада
Пустоми́тівська сільська́ ра́да — адміністративно-територіальна одиниця та орган місцевого самоврядування в Горохівському районі Волинської області. Адміністративний центр — село Пустомити.

## Загальні відомості
- Територія ради: 27,06 км².
- Населення ради: 976 осіб (станом на 2001 рік). Кількість дворів — 315.
- На території ради починається річка Полонка.

## Населені пункти
Сільраді підпорядковані населені пункти:
- с. Пустомити
- с. Зеленолужне
- с. Уманці

## Населення
Згідно з переписом УРСР 1989 року чисельність наявного населення сільської ради становила 1086 осіб, з яких 470 чоловіків та 616 жінок.
За переписом населення України 2001 року в сільській раді мешкали 973 особи.

### Мова
Розподіл населення за рідною мовою за даними перепису 2001 року:
| Мова       | Відсоток |
| ---------- | -------- |
| українська | 99,69 %  |
| російська  | 0,20 %   |
| вірменська | 0,10 %   |

## Господарська діяльність
В Пустомитівській сільській раді працює 1 школа: неповна середня, будинок культури, бібліотека, сільський клуб, 2 медичні заклади, 1 відділення зв'язку, 3 АТС на 33 номери, 4 торговельні заклади, швейна майстерня. Наявне проводове радіомовлення.
На території ради існують поклади глини та білого вапна для виготовлення цегли (Пустомитівське родовище).

## Склад ради
Рада складається з 12 депутатів та голови.
- Голова ради: Зеленський Ярослав Миколайович
- Секретар ради: Костюк Емілія Володимирівна

### Керівний склад попередніх скликань
| Прізвище, ім'я, по батькові    | Основні відомості                                                             | Дата обрання | Дата звільнення |
| ------------------------------ | ----------------------------------------------------------------------------- | ------------ | --------------- |
| Костюк Микола Дмитрович        | Сільський голова, 1948 року народження, безпартійний                          | 26.03.2006   | 31.10.2010      |
| Зеленський Ярослав Миколайович | Сільський голова, 1971 року народження, освіта вища, член партії Єдиний Центр | 31.10.2010   | 25.10.2015      |
| Зеленський Ярослав Миколайович | Сільський голова, 1971 року народження, освіта вища, безпартійний             | 25.10.2015   |                 |

Примітка: таблиця складена за даними сайту Верховної Ради України та ЦВК

### Депутати VII скликання
За результатами місцевих виборів 2015 року депутатами ради стали:

#### За суб'єктами висування
| Суб'єкт висування      | Кількість обраних депутатів | %     |
| ---------------------- | --------------------------- | ----- |
| Самовисування          | 10                          | 83.33 |
| Аграрна партія України | 2                           | 16.67 |

#### За округами
| № округу | Прізвище, ім'я, по батькові     | Ким висунуто           | Дата нар.  | Освіта              | Партійна приналежність       | Відомості                                             |
| -------- | ------------------------------- | ---------------------- | ---------- | ------------------- | ---------------------------- | ----------------------------------------------------- |
| 1        | Рубаха Жанна Петрівна           | Самовисування          | 16.07.1983 | професійно-технічна | безпартійна                  | Луцьке підприємство електрозв'язку, кондуктор         |
| 2        | Костюк Емілія Володимирівна     | Самовисування          | 07.02.1962 | професійно-технічна | безпартійна                  | Пустомитівська сільська рада, секретар сільської ради |
| 3        | Андрущак Людмила Миколаївна     | Аграрна партія України | 05.10.1988 | загальна середня    | член Аграрної партії України | ПОСП «Русь», обліковець                               |
| 4        | Нікітюк Віктор Федорович        | Самовисування          | 15.04.1970 | професійно-технічна | безпартійний                 | Ферма, фермер                                         |
| 5        | Дик Антон Володимирович         | Самовисування          | 02.08.1971 | загальна середня    | безпартійний                 | Коритницьке лісництво, єгер                           |
| 6        | Сушицька Галина Степанівна      | Самовисування          | 27.07.1962 | професійно-технічна | безпартійна                  | Будинок культури, директор                            |
| 7        | Соловей Юрій Леонідович         | Аграрна партія України | 09.05.1988 | професійно-технічна | член Аграрної партії України | Фуражир, завуч                                        |
| 8        | Мурахевич Галина Іванівна       | Самовисування          | 03.10.1965 | професійно-технічна | безпартійна                  | Бібліотека, бібліотекар                               |
| 9        | Обозовська Тетяна Володимирівна | Самовисування          | 14.03.1972 | вища                | безпартійна                  | Пустомитівська ЗОШ І-ІІ ст., заступник директора      |
| 10       | Чарук Віктор Петрович           | Самовисування          | 15.12.1968 | професійно-технічна | безпартійний                 | Ферма, фермер                                         |
| 11       | Костюк Володимир Іванович       | Самовисування          | 29.06.1959 | загальна середня    | безпартійний                 | ПОСП «Русь», шофер                                    |
| 12       | Обозовська Ірина Валеріївна     | Самовисування          | 16.07.1966 | професійно-технічна | безпартійна                  | Пустомитівська ЗОШ І-ІІ ст., вчитель                  |